# Malachias Siebenhaar
Malachias Siebenhaar (* 6. März 1616 in Kreibitz, Böhmen; † 6. Januar 1685 in Magdeburg) war ein deutscher Komponist böhmischer Herkunft.

## Leben
Siebenhaar studierte zwischen 1637 und 1641 an der Universität Wittenberg. Dort befreundete er sich mit Philipp von Zesen, mit dem er später vielfach künstlerisch zusammenarbeitete. Nach Abschluss seines Studiums wirkte Siebenhaar für kurze Zeit als Kantor in Tangermünde.
Zwischen 1644 und 1651 hatte Siebenhaar eine Anstellung als Musikdirektor und Kantor an der Stadtschule in Magdeburg. 
Danach übernahm er auf eigenen Wunsch die Pfarrei Nischwitz bei Wurzen. 1655 wurde er Zweiter Prediger an der Ulrichskirche in Magdeburg. In Magdeburg gehörte ihm das Haus Kleine Junkerstraße 8, das seine Witwe nach seinem Tod verkaufte.
Siebenhaar komponierte zahlreiche Motetten und viele seiner Kompositionen nahm Zesen in seine Liedersammlung mit auf. Über die Zusammenarbeit mit Zesen kam Siebenhaar mit vielen anderen Schriftstellern und Künstlern zusammen und war auch Mitglied in der von diesem gegründeten Sprachgesellschaft Die Deutschgesinnte Genossenschaft.

## Werke (Auswahl)
- Philipp von Zesen: FrühlingsLust oder Lob-, Lust- und Liebeslieder. 1642 (einige Kompositionen sind von Siebenhaar)
- Philipp von Zesen: Himmlische Kleio. 1641 (einige Kompositionen sind von Siebenhaar)